# Caliciviridae
Caliciviridae és una família de virus, membres de la calsse IV de la Classificació de Baltimore. Pertanyen al grup de virus d'ARN monocatenaris +. El nom deriva del llatí calyx que vol dir copa.
Els calicivirus s'han trobat en nombrosos organismes com els humans, bovins, porcins, ocells, rèptils, dofins i amfibis. Els calicivirus tenen una construcció simple i no tenen embolcall viral. La càpside és hexagonal/esfèrica amb simetria icosaèdrica amb un diàmetre de 35-39 nm.
No creixen en cultius de laboratori i no es disposa d'un model animal però gràcies a les modernes tècniques genòmiques s'han pogut estudiar més. S'ha seqüenciat el genoma d'aquests virus.

## Gèneres
- Gènere Vesivirus; espècie tipus: Vesicular exanthema of swine virus
- Gènere Lagovirus; espècie tipus: Rabbit hemorrhagic disease virus
- Gènere Norovirus; espècie tipus: Norwalk virus
- Gènere Sapovirus; espècie tipus: Sapporo virus

Austràlia i Nova Zelanda, tractant de controlar la seva població de conills, de manera intencionada han estès els calcivirus.

## Malalties humanes
Les infeccions provoquen una gastroenteritis aguda (amb vòmits i diarrea). En general no requereixen hospitalització excepte en pacients immunodeprimits per a rehidratar-los.

## Malalties en altres animals
En gats el Feline calicivirus (FCV) és un important patogen. Sapovirus, Norovirus i Vesivirus s'han detectat en porcins. En ratolins es va descobrir el 2003 (MNV-1). L'hemorràgia vírica dels conills (RHDV) és molt important.